# 中村愛 (ハープ奏者)
中村 愛（なかむら めぐみ）は、日本のクラシックハープ奏者。

## 人物
千葉県出身。4歳よりピアノを、12歳よりハープを始める。ハープをヨセフ・モルナール、木村茉莉、篠崎史子に、室内楽を島崎説子に師事。東京音楽大学卒業、同大学院科目等履修修了。血液型はA型。
2018年11月7日より、インターネットラジオ番組『OTTAVA Salone』に、山田磨依とともに水曜日担当のプレゼンター（パーソナリティ）としてレギュラー出演中。山田とのユニット名は番組中で募集、「Mercoledì」(メルコレディ、イタリア語で「水曜日」の意)に決定した。

## CD

### ソロアルバム
- For Harp, For Hope(2011年10月)
- 空遠く(2012年11月)
- Easy Listening Harp(2013年11月)
- 風と愛(2016年4月、キングインターナショナル、KKC-042) - 伊福部昭による『ビルマの竪琴』組曲(1956年)などを収録
- クリスマスファンタジー(2016年11月、キングインターナショナル、KKC-044)

### Mercoledi
- Primo(2020年5月、キングインターナショナル、KKC-063)